# Phymatodes rufipes
Phymatodes rufipes es una especie de escarabajo longicornio del género Phymatodes, tribu Callidiini, familia Cerambycidae. Fue descrita científicamente por Fabricius en 1776.
Se distribuye por Chequia, Croacia, Polonia, Bosnia y Herzegovina, Serbia, Ucrania, Eslovaquia, Eslovenia, Rusia europea, Macedonia, Austria, Suiza, Rumania, Luxemburgo, Italia, Hungría, Alemania, Francia, Bulgaria, Yugoslavia, España y Turquía. Mide 5-8 milímetros de longitud. El período de vuelo ocurre en los meses de abril, mayo, junio y julio. Parte de su dieta se compone de plantas de las familias Caprifoliaceae, Cornaceae, Fagaceae, entre otras.